# 국채보상운동
국채 보상 운동(國債報償運動)은 일본 제국이 대한제국을 경제적으로 예속시키고자 제공한 차관 1,300만원을 국민들이 갚고자 한 운동으로, 김광제, 서상돈 등이 제안하였다. 1907년 2월 경상북도 대구에 있는 국채보상운동기념공원을 중심으로 해서 김광제, 서상돈, 윤필오 등에 의해 처음 시작되어 전국으로 번져나갔다. 그러나 조선통감부가 베델이 모금액 중 2만원을 사적으로 투자했다가 원금을 받지 못했다는 괴소문을 퍼뜨리는 등 방해를 일삼으면서 운동은 소멸되고 만다.
국채보상운동 기록물 [Archives of the National Debt Redemption Movement]은 2017년도에 유네스코 세계기록유산으로 등재되었다.

## 배경
대한제국의 외교권을 박탈한 일본이 대한제국에게 반강제적인 차관을 제공하였으나, 대한제국은 차관을 갚을 능력이 없었다. 사실상 일본이 대한제국에게 제공한 차관은 일본이 한국에서의 지배력을 강화하는 데 사용되었고 1907년(대한제국 융희 원년)에 이르러 1300만원에 달했다. 일본은 대한제국에게 차관을 제공하여 한국의 경제를 일본에 예속시키고자 하였다. 그것의 일환으로 1905년(광무 9년)에 일본인 재정고문 메가타를 조선에 보내, 화폐정리사업을 실시하여 대한제국의 은행들은 일본 은행에 종속되었고 차츰 대한제국의 경제권을 장악하기 시작했다. 차관 제공도 이와 같은 의도에서 시작되었고 결국 1,300만원이라는 빚을 진 한국은 이를 갚을 능력이 없었다. 이에 1907년경 경상도 대구 등지에서 국채보상운동이 벌어지게 되었다.

## 경과

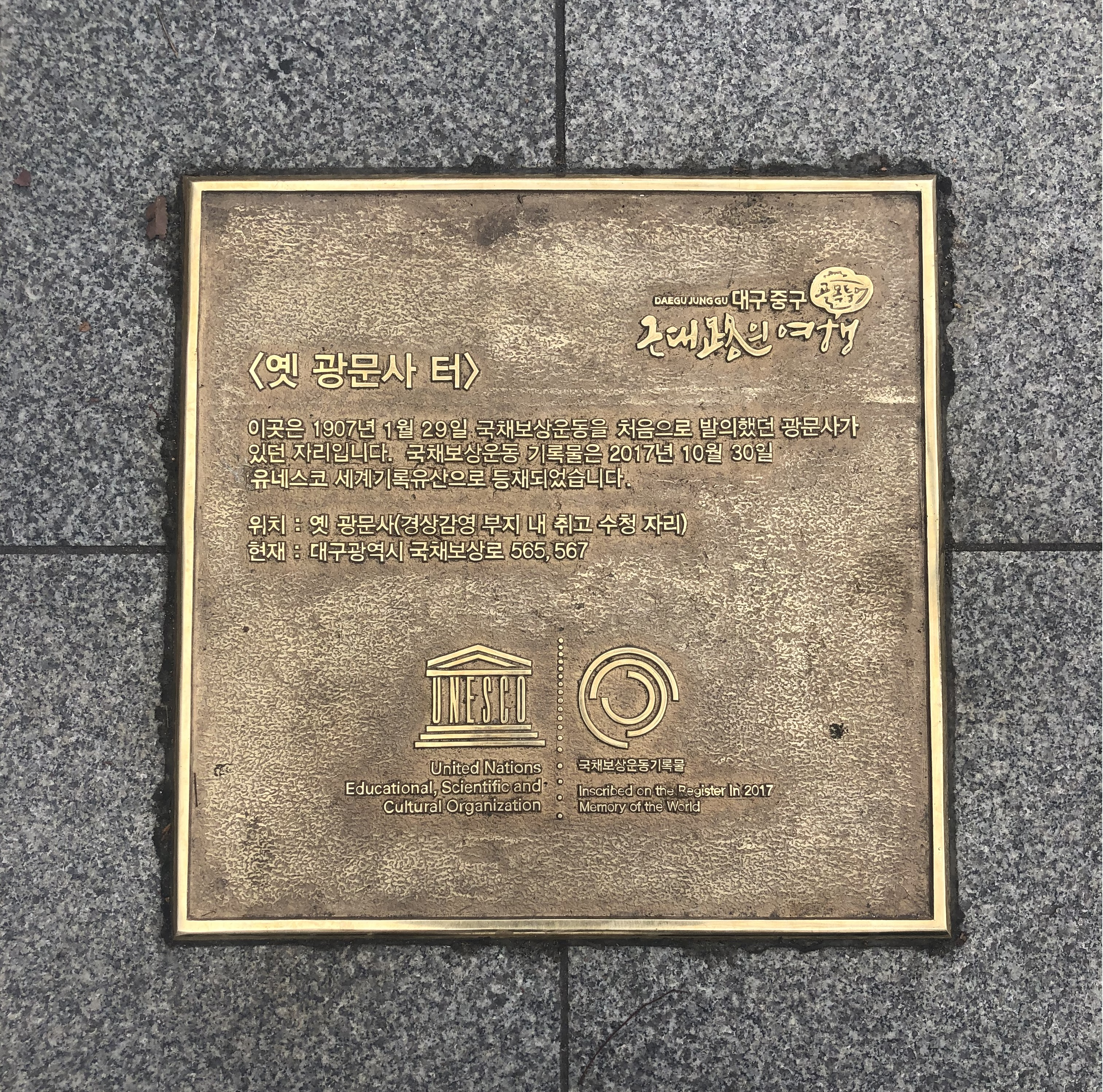
대구 광문사터 표지석(대구광역시 중구 국채보상로 565, 567번지 소재)

제일 먼저 국채보상운동을 제창하고 나선 것은 경상도 대구지방의 애국지사들이었다. 1907년 1월 29일 대구의 광문사(廣文社)에서 그 명칭을 대동광문회(大同廣文會)라 개칭키 위한 특별회를 연 뒤 부사장인 서상돈이 국채보상문제를 제의하였다.
월초순 김광제 서상돈 등은 국채보상 취지문을 작성하여 전국에 반포하면서 전 국민의 동참을 호소하였고, 서울에서 취지문을 맨 처음 보도한 것은 2월 16일자의 제국신문이었다.
대동광문회는 1907년 2월 21일 대구 북문 밖 북후정에서 국채보상운동 대구군민대회를 개최하였는데, 서상돈 등 수 천명의 유지 · 신사들과 시민들이 참석하여 의연금을 내면서 국채보상운동은 시작되었다.
국채보상운동이 전국에서 벌어지자 윤웅렬, 이상재, 유길준, 양기탁 등 조정의 관료들도 국채 보상 운동에 참여하고, 윤웅렬은 국채보상지원금총합소의 제2대 소장에 임명되었다.
국채보상기성회(國債報償期成會)를 비롯하여 당시의 언론기관인 대한매일신보, 황성신문, 제국신문, 만세보 등이 참여하였고 남자는 담배를 끊고, 여자는 비녀와 가락지를 내면서까지 국채를 갚으려는 국민들의 열망은 뜨거웠다고 전해진다. 그 밖에 일본에 체류 중이던 민원식 등도 1907년 5월 이전에 5전, 5월 24일에는 200냥의 기탁금을 기부해왔다. 또한 대구를 비롯하여 한성부, 진주, 평양 등지에서 여성국채보상운동 단체가 설립되었다. 이는 국민의 힘으로 국채를 갚으려 했던 유례없는 경제적 운동이었으나, 상위계층과 부자들의 참여가 부족하였다는 한계점이 있었고, 일본제국이 일진회를 조종하고 그 주도자인 양기탁을 구속하는 등 국채보상운동을 저지한 결과, 운동은 실패로 돌아갔다.
특히 한국통감부는 베델과 양기탁이 돈을 착복했다는 소문을 퍼트렸다. 한국통감부는 윤웅렬에게 "보상금 3만원 중 베델과 양기탁이 사취하였으므로 그 반환을 요청한다"는 청원서를 제출토록 사주하였다. 윤웅렬은 이 사주에 따라 국채보상금 반환청구서를 제출하였다. 베델이 모금한 금액 중 2만원을 이자를 조건으로 타인에게 빌려주었다가 이자는커녕 원금도 받지 못하는 일이 발생하자 의혹은 사실처럼 확산되었다.
1908년 8월 국채보상지원금총합소 소장인 윤웅렬은 보상금 중 3만원을 영국인 베델이 사취했다 하여 반환을 요청하였으나, 베델은 이를 거부하였고, 윤웅렬은 보상지원금 총합소장직을 사퇴한다. 일본의 책동에 편승하여 일진회의 기관지인 국민신보는 베델과 양기탁이 국채보상금을 횡령했고, 그 사실이 탄로났다고 기사화하였다. 윤웅렬은 베델에게 일부 맡긴 국채보상금 중 베델은 고리대금을 하였으나 일부 금액은 끝내 환수하지 못했고, 베델과 조선 국내 여론 사이에서 갈등하였다.

### 양기탁의 무죄와 운동의 와해
결국 재판에서도 양기탁은 국채보상운동의 기부금들을 사익사금으로 사용한 적이 없다는 것이 법정에서 인정되어 무죄로 풀려나 누명을 벗었지만 통감부의 착복 소문으로 인해서 국채보상운동은 이 때를 계기로 점차 사그러지기 시작하였고 일부에서는 양기탁 등 국채보상운동을 주도하던 이들에 대한 의심과 불신까지 갖게 되었다. 그리고 이 같은 참여 저조와 통감부의 착복 소문으로 인해서 국채보상운동은 결국 그렇게 와해되었다. 통감부의 착복 소문으로 양기탁은 억울하게 누명을 쓰고 의심과 불신까지 받는 처지가 되었지만 통감부의 입장에서는 조선인들을 왜곡시켜서 국채보상운동을 와해시키는데 성과를 이뤄진 셈이 된 것이었다.

## 국채보상운동 발기 연설문
다음은 국채보상운동 발기 연설문의 일부이다.
 
금일(今日) 문제(問題) 국채(國債)의 보상(報償)이로 본사(本社)에셔 발기(發起)니 본사(本社)의 형편(形便)브터 강 설명(說明)하고
본사(本社)를 광문사(廣文社)라 명칭(名稱)야 설립(設立)든 초두사기(初頭事機)를 방청제위(傍聽諸位)가 다 목도이문(目睹耳聞) 한바

(중략)

제일패망(第一敗亡)할와 제일시급(第一時急) 바 일천삼백만원(一千三百萬圓)의 국채(國債)올시다.

(중략)

발기자 본사장(本社長) 김광제(金光濟), 부사장(副社長) 서상돈(書相敦)으로 자서(自書)하오리다
본인(本人)드터 흡연(吸煙)의 제구(諸具)를 만장제군전(滿場諸君前)에 파쇄(破碎)오며
오등(吾等)의 토지(土地)와 신체(身體)가 전집중(典執中)에 현재(現在)한지라
보상(報償)면 속토속신(贖土贖身)할 것이오 미보(未報)면서 여(予)하고도 무죄(無罪)한이
몸이 인(人)의 노예(奴隷)되리로다
황천(皇天)이 감응(感應)여 전국인민(全國人民)으로 일심합력(一心合力)야
대사(大事)를 순성(順成)고 민국(民國)을 보존(保存)케 옵소셔
(합장재배 (合掌再拜) 휘한허희(揮汗噓晞)고 하담이퇴와(下坍而頹臥)니라)— 1907년 1월 29일 광문사 특별회를 마치고 감광제 지사가 작성 낭독한 글

## 국채보상운동 취지서
지금 우리들은 정신을 새로이 하고 충의를 떨칠 때이니, 국채 1천 3백만원은 우리나라의 존망에 직결된 것입니다.
이것을 갚으면 나라가 보존되고 갚지 못하면 나라가 망함은 필연적인 사실이나,
지금 국고에서는 도저히 갚을 능력이 없으며 만일 나라가 못 갚는다면
그때는 이미 3천리 강토는 내 나라 내 민족의 소유가 못 될 것입니다.
국토가 한 번 없어진다면 다시는 찾을 길이 없을 뿐만 아니라, 어찌 베트남 등의 나라와 같이 되지 않을 수 있겠습니까?
일반 인민들은 의무라는 점에서 보더라도 이 국채를 모르겠다고는 할 수 없을 것입니다.
그런데 이를 갚을 길이 있으니 수고롭지 않고 손해보지 않고 재물 모으는 방법이 있습니다.
2천만 인민들이 3개월 동안 흡연을 금지하고, 그 대금으로 한 사람에게 매달 20전씩 거둔다면 1천 3백만원을 모을 수 있을 것입니다.
만일 그 액수가 다 차지 못하는 일이 있더라도, 응당 자원해서 일원, 십원, 백원, 천원을 특별 출연하는 사람도 있을 것입니다.— 대한매일신보, 1907년 2월 21일

## 기념
국채보상운동을 기념하여 1999년 대구광역시 중구에 국채보상운동기념공원이 만들어졌고, 공원 앞의 큰길에 국채보상로라는 이름이 붙었다.

## 같이 보기
- 1997년 금모으기 운동
- 독립공채표
- 국채보상운동기념공원
- 서상돈
- 김광제
- 윤필오
- 베델
- 양기탁
- 윤웅렬